# Diócesis de Langres
La diócesis de Langres (en latín: Dioecesis Lingonensis y en francés: Diocèse de Langres) es una circunscripción eclesiástica de la Iglesia católica en Francia. Se trata de una diócesis latina, sufragánea de la arquidiócesis de Reims. Desde el 21 de enero de 2014 su obispo es Joseph de Metz-Noblat.

## Territorio y organización

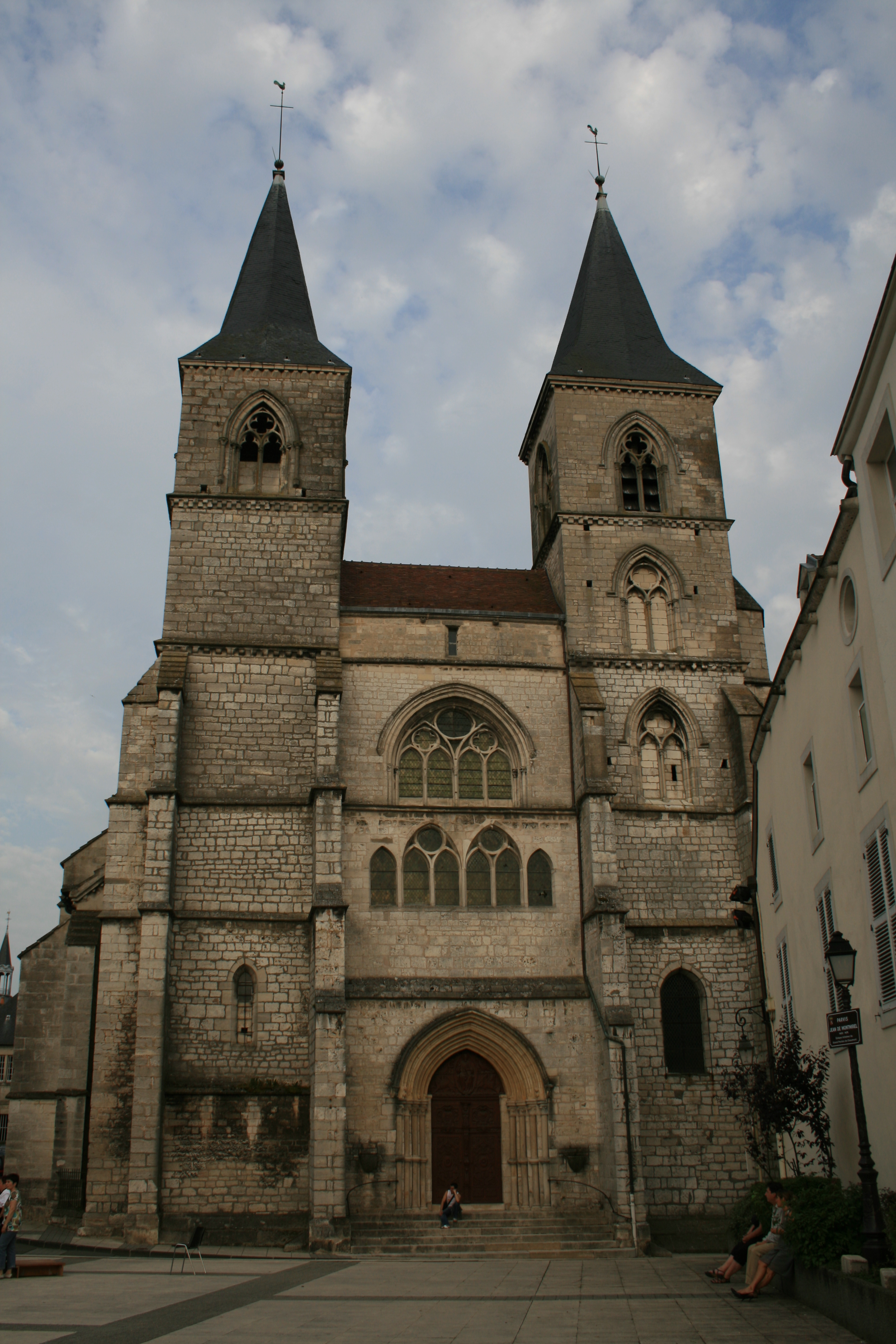
Basílica de San Juan Bautista, en Chaumont

La diócesis tiene 6210 km² y extiende su jurisdicción sobre los fieles católicos de rito latino residentes en el departamento de Alto Marne en la región de Gran Este.  
La sede de la diócesis se encuentra en la ciudad de Langres, en donde se halla la Catedral de San Mamés. En Chaumont se halla la basílica de San Juan Bautista.
En 2021 en la diócesis existían 31 parroquias agrupadas en 10 decanatos y estos en 3 áreas pastorales. Tras la reorganización territorial realizada a partir de los años 1990, el número de parroquias fue reducido por decreto episcopal del 17 de agosto de 1998 desde las casi 450 que existían.

## Historia
La diócesis fue erigida en el siglo III y está históricamente atestiguada por primera vez por el obispo Desiderio, que participó en el Concilio de Sárdica en 343/344. Su firma se encuentra también en el documento redactado en el año 346 con el que, en el pseudoconcilio de Colonia, un grupo de obispos hizo suya la decisión del Concilio de Sárdica a favor de san Atanasio.
La civitas Lingonum formaba parte de la provincia romana de Galia Lugdunense I; la diócesis era sufragánea de la arquidiócesis de Lyon, sede metropolitana de la provincia.
Bajo los merovingios y carolingios muchos obispos de Langres residieron en Dijon, ya que debido a las invasiones de las tribus germánicas la ciudad de Langres había sufrido destrucción y saqueos.
El cabildo de la catedral de San Mamés fue instituido en el siglo VIII y reformado poco antes de 834 por el obispo Alberico, según atestigua un diploma de Ludovico Pío. Durante los siglos siguientes se fue enriqueciendo con numerosos bienes, hasta convertirse en el siglo XIII en un poderoso señorío eclesiástico.
En el siglo IX la diócesis se dividió en un número cada vez mayor de arcedianatos: 2 en 801, 3 en 870, 5 en 879 y 6 en 903. En 830 tuvo lugar en Langres un importante sínodo provincial, durante el cual el obispo Alberico acogió al emperador Ludovico Pío, hijo de Carlomagno, y a su hijo Lotario I.
A finales del siglo X los obispos de Langres disfrutaron de privilegios especiales por parte de los reyes, que aumentaron la riqueza de la diócesis. La cifra más llamativa es el impuesto adeudado a la Santa Sede, 9000 florines al año, cifra excepcional en la época. El obispo más representativo de este período fue Brunone de Roucy (980-1015), sobrino del rey Lotario, que se distinguió en el ámbito religioso, por los primeros intentos de reforma introducidos en su iglesia, y también en el ámbito político, por la papel asumido en algunos temas de su época.
En el siglo XI la diócesis se dividió en 6 arcedianatos: Langrois, Tonnerois, Lassois, Barrois, Dijonese y Bassingy; para un total de 17 decanatos.
Hacia 1140 el obispo Godefroy de la Rochetaillée, cisterciense, discípulo de san Bernardo, decidió reconstruir la catedral; las obras duraron algunas décadas y la ceremonia solemne de consagración ya se llevó a cabo en 1196. Durante su episcopado se celebraron dos sínodos para la reforma eclesiástica de la diócesis.
En 1179 el duque Hugo III de Borgoña donó la ciudad de Langres a su tío, el obispo Gauthier de Bourgogne. A partir de entonces los obispos de Langres ostentaron el poder temporal con el título de condes. También disfrutaban del derecho a acuñar dinero. En este período se crearon una serie de diplomas falsos para retrodatar los derechos condales de los obispos de Langres, remontándolos al siglo IX. En 1356 los obispos recibieron el título de duques.
Durante el siglo XII se fundaron varias abadías importantes; entre ellas la abadía de San Nicolás de Septfontaines y la abadía de Morimond (1125), la abadía de Tart (1125), que fue la primera abadía cisterciense femenina, y la abadía de Auberive (1135).
En 1404 el cardenal Luis de Bar celebró un sínodo diocesano durante el cual se promulgaron nuevos estatutos diocesanos, renovados por Claude de Longvy de Givry en 1537. A este prelado también le correspondió la renovación litúrgica de la diócesis, con la introducción de un nuevo breviario, un misal y un ritual. También introdujo la obligación de predicar para combatir la infiltración protestante en la diócesis.
Los decretos de reforma del Concilio de Trento se introdujeron en la diócesis bastante tarde, y sólo gracias al espíritu reformador del obispo Sébastien Zamet (1615-1655), que también fundó el seminario episcopal (1616-1619), publicó un nuevo breviario y redactó nuevos estatutos diocesanos.
En el siglo XVII el cabildo catedralicio era propietario de más de 4000 hectáreas de tierra y recibía impuestos en su totalidad de 49 pueblos y en parte de otros 44. La riqueza del cabildo también se tradujo en un elevado número de prebendas canónicas: a finales del siglo XVIII el capítulo constaba de 44 canónigos, de los cuales 7 dignidades.
El 9 de abril de 1731 Langres cedió una parte de su territorio para la erección de la diócesis de Dijon mediante la bula Super specula del papa Clemente XII, posteriormente elevada al rango de arquidiócesis. En esta ocasión, Langres perdió casi todo el arcedianato de Dijon, es decir, la parte más rica de la diócesis, conservando aún más de 400 parroquias.
Durante el Antiguo Régimen los obispos de Langres tenían el privilegio de portar el cetro durante la ceremonia de coronación del rey de Francia.
Tras el concordato con la bula Qui Christi Domini del papa Pío VII del 29 de noviembre de 1801, la diócesis fue suprimida y su territorio fue dividido entre las diócesis de Dijon y Troyes. El obispo César-Guillaume de La Luzerne, a pesar de las indicaciones de la bula papal, no dimitió.
Un nuevo concordato, estipulado en junio de 1817, preveía el restablecimiento de la diócesis. El 1 de octubre de 1817 de La Luzerne, que entretanto había sido creado cardenal, fue nombrado por segunda vez para la sede de Langres. Pero el concordato nunca entró en vigor, ya que no fue ratificado por el Parlamento de París, por lo que el nombramiento de La Luzerne también quedó ineficaz.
Recién el 6 de octubre de 1822 se restableció realmente la diócesis mediante la bula Paternae charitatis del papa Pío VII. A partir de este momento los obispos trasladaron su residencia a Chaumont. La nueva diócesis incluía el departamento francés de Alto Marne, y estaba compuesta por 550 parroquias e iglesias anexas, de las cuales 360 formaban parte de la antigua diócesis de Langres (las regiones de Langres y Chaumont), 70 de la diócesis de Châlons, 13 de la sede de Besanzón, otros 13 de la diócesis de Troyes y 94 de la antigua diócesis de Toul. Esta situación se reflejó en una gran confusión desde el punto de vista litúrgico, porque en las diferentes parroquias regían diferentes ritos galicanos: había 5 ritos diferentes.
El primer obispo de la renacida diócesis fue Gilbert-Paul Aragonès d'Orcet (1823-1832), que se dedicó a la formación y renovación de los sacerdotes de su diócesis. Para ello creó dos compañías de sacerdotes, los "Sacerdotes Auxiliares" y los "Sacerdotes del Sagrado Corazón", que se ocupaban de las parroquias pobres de la diócesis, las sin sacerdotes o con sacerdotes ancianos, predicando misiones y retiros espirituales, e instituir, cuando sea posible, escuelas para la educación inicial de los niños.
El trabajo de reorganización de la diócesis fue continuado por Pierre-Louis Parisis, que convocó un sínodo diocesano cada año desde 1841 hasta 1847, e introdujo la liturgia romana en 1840.
El 8 de diciembre de 2002, tras la reorganización de los distritos diocesanos franceses, pasó a formar parte de la provincia eclesiástica de la arquidiócesis de Reims.

## Estadísticas
Según el Anuario Pontificio 2022 la diócesis tenía a fines de 2021 un total de 128 000 fieles bautizados.
| Año                                                                             | Población            | Población | Población      | Sacerdotes | Sacerdotes    | Sacerdotes    | Bautizados por sacerdote | Diáconos permanentes | Religiosos | Religiosos | Parroquias |
| Año                                                                             | Bautizados católicos | Total     | % de católicos | Total      | Clero secular | Clero regular | Bautizados por sacerdote | Diáconos permanentes | Varones    | Mujeres    | Parroquias |
| ------------------------------------------------------------------------------- | -------------------- | --------- | -------------- | ---------- | ------------- | ------------- | ------------------------ | -------------------- | ---------- | ---------- | ---------- |
| 1950                                                                            | 180 000              | 181 840   | 99.0           | 272        | 244           | 28            | 661                      |                      | 55         | 356        | 444        |
| 1970                                                                            | 205 000              | 216 700   | 94.6           | 197        | 170           | 27            | 1040                     |                      | 45         | 273        | 444        |
| 1980                                                                            | 196 800              | 214 000   | 92.0           | 146        | 123           | 23            | 1347                     |                      | 36         | 175        | 444        |
| 1990                                                                            | 205 400              | 223 600   | 91.9           | 116        | 99            | 17            | 1770                     | 7                    | 34         | 150        | 548        |
| 1999                                                                            | 180 000              | 200 000   | 90.0           | 81         | 73            | 8             | 2222                     | 10                   | 12         | 121        | 31         |
| 2000                                                                            | 160 000              | 198 000   | 80.8           | 75         | 67            | 8             | 2133                     | 10                   | 12         | 120        | 31         |
| 2001                                                                            | 160 000              | 198 000   | 80.8           | 75         | 67            | 8             | 2133                     | 12                   | 11         | 113        | 31         |
| 2002                                                                            | 140 000              | 194 873   | 71.8           | 70         | 64            | 6             | 2000                     | 12                   | 9          | 113        | 31         |
| 2003                                                                            | 140 000              | 194 873   | 71.8           | 70         | 64            | 6             | 2000                     | 17                   | 9          | 106        | 31         |
| 2004                                                                            | 140 000              | 193 768   | 72.3           | 60         | 53            | 7             | 2333                     | 17                   | 9          | 101        | 31         |
| 2013                                                                            | 143 200              | 184 039   | 77.8           | 43         | 37            | 6             | 3330                     | 16                   | 8          | 62         | 31         |
| 2016                                                                            | 134 400              | 182 136   | 73.8           | 39         | 35            | 4             | 3446                     | 14                   | 7          | 43         | 31         |
| 2019                                                                            | 131 000              | 176 132   | 74.4           | 42         | 36            | 6             | 3119                     | 12                   | 7          | 33         | 31         |
| 2021                                                                            | 128 000              | 173 041   | 74.0           | 46         | 36            | 10            | 2782                     | 17                   | 11         | 25         | 31         |
| Fuente: Catholic-Hierarchy, que a su vez toma los datos del Anuario Pontificio. |                      |           |                |            |               |               |                          |                      |            |            |            |

## Episcopologio
El catálogo episcopal de Langres, que nos ha llegado en varios ejemplares, se remonta a la primera mano del obispo Gauthier de Bourgogne y, por tanto, en su edición más antigua se remonta a la segunda mitad del s XII.
- Senatore †
- San Giusto †
- San Desiderio † (antes de 343/344-después de 346)[nota 2]
- Martino †
- Onorato †
- San Urbano †[nota 3]
- Paolino I †
- Fraterno I †
- Fraterno II †
- San Aprunculo † (?-circa 479 nombrado obispo de Clermont)[nota 4]
- Armentario †
- Venanzio †
- Paolino II †
- Pazienzio †
- Albiso †
- San Gregorio † (506/507-4 de enero de 539 o 540 falleció)
- San Tetrico † (circa 540-circa 572 o 573 falleció)
- Papulo † (antes de septiembre de 573-circa 573/581 falleció)
- Mummolo il Buono † (antes de noviembre de 581-después de 585)
- Miezio o Migezio † (antes de 608/609-después de 614)
- Modoaldo (o Dodoaldo) † (mencionado en 627)
- Bertoaldo † (antes de 637-después de 650)
- Sigoaldo †
- Wulfrando †
- Godino †
- Adoino †
- Garobaldo †
- Erone †[nota 5]
- Astorgio † (mencionado en 737)
- Wandrerio †[nota 6]
- Erulfo † (mencionado en 769)[nota 7]
- Ariolfo †[nota 8]
- Waldrico † (antes de 778-después de 783)
- Betto † (antes de 791-después de 817)
- Alberico † (antes de 821-21 de diciembre de 838 falleció)
- Teobaldo I † (antes de 842-16 de agosto de 856 falleció)
- Isacco † (después de 856[nota 9]-17 de julio de 880 falleció)
- Gilone di Tournus † (antes de julio de 881-28 de junio de 888 falleció)
- Teobaldo II † (891-circa 894 falleció)
- Argrino † (circa 894-910 o 911 renunció)[nota 10]
- Warnerio † (antes de 912-19 de julio de 923 falleció)
- Gozzelino di Bassigny † (antes de 925-931 falleció)
- Leterico †[nota 11]
- Erico † (antes de 934-después de 943)
- Acardo † (antes de 948-27 de diciembre después de 967 falleció)
- Widrico † (antes de 973-20 de agosto de 980 falleció)
- Brunone di Roucy † (980-1015 falleció)
- Lambert de Bassigny † (1016-24 de agosto de 1031 falleció)
- Richard †[nota 12]
- Hugues de Breteuil † (circa 1032-1049 depuesto)[nota 13]
- Harduin † (1050-29 de septiembre de 1065 falleció)
- Raynard de Bar † (1065-3 o 5 de abril de 1085 falleció)
- Robert de Bourgogne † (circa 1085-19 de octubre de 1110 falleció)
- Joceran de Brancion † (antes de 1113-1125 renunció)
- Guillenc † (1125-1 o 3 de agosto de 1136 falleció)
- Guillaume de Sabran † (circa 1136-1138 falleció)
- Godefroy de la Rochetaillée, O.Cist. † (circa 1140-1163 renunció)
- Gauthier de Bourgogne † (1163-1179 renunció)
- Manassès de Bar † (1179-circa 1193 falleció)
- Garnier de Rochefort, O.Cist. † (circa 1193-1199 renunció)
- Hutin de Vandoeuvre † (1200-antes de 1203)[nota 14]
- Robert de Châtillon † (1204-después de noviembre de 1208 falleció)
- Guillaume de Joinville † (1209-24 de abril de 1219 nombrado arzobispo de Reims)
- Hugues de Montréal † (1219-circa 1232 falleció)
- Robert de Thourotte † (1232-3 de agosto de 1240 nombrado obispo de Liegi)
- Hugues de Rochecorbon, O.S.B. † (20 de febrero de 1245-13 de abril de 1250 falleció)
- Guy de Rochefort † (1250-18 de junio de 1266 falleció)
- Guy de Genève † (1268-mayo de 1291 o 1292 falleció)
- Jean de Rochefort † (23 de julio de 1295-1305 falleció)
- Bertrand de Goth † (circa 1306-11 de noviembre de 1306 nombrado obispo de Agen)
- Guillaume de Durfort, O.S.B † (15 de noviembre de 1306-enero de 1319 nombrado arzobispo de Ruan)
- Louis de Poitiers † (13 de febrero de 1320-26 de agosto de 1325 nombrado obispo de Metz)
- Pierre de Rochefort † (26 de agosto de 1325-1328 renunció)
- Jean de Châlons † (6 de abril de 1328-23 de mayo de 1335 falleció)
- Guy Baudet † (31 de enero de 1336-1337 o 1338 falleció)
- Jean des Prez † (20 de abril de 1338-25 de septiembre de 1342 nombrado obispo de Tournai)
- Jean d'Arcy † (25 de septiembre de 1342-13 de agosto de 1344 falleció)
- Hugues de Pomarc † (31 de agosto de 1344-1345 falleció)
- Guillaume de Poitiers † (5 de mayo de 1345-6 de septiembre de 1374 falleció)
- Bernard de la Tour d'Auvergne, O.S.B. † (14 de julio de 1374-16 de enero de 1395 falleció)
- Luigi di Bar † (2 de abril de 1395-20 de septiembre de 1413 renunció)[nota 15]
- Charles de Poitiers † (20 de septiembre de 1413-7 de diciembre de 1433 falleció)
- Philippe de Vienne † (12 de abril de 1434-1452 falleció)
- Jean d'Aussy † (31 de marzo de 1452-1453 falleció)
- Guy Bernard † (9 de octubre de 1454-28 de abril de 1481 falleció)
- Jean d'Amboise I † (18 de junio de 1481-1497 renunció)
- Jean d'Amboise II † (22 de mayo de 1497-26 de septiembre de 1512 falleció)
- Michel Boudet † (1512-22 de julio de 1527 falleció)
  - Claude de Longwy de Givry † (1528-9 de agosto de 1561 falleció) (administrador apostólico)
- Jacques de Hellis † (15 de octubre de 1563-? falleció)
- Pietro di Gondi † (15 de mayo de 1566-14 de diciembre de 1569 nombrado obispo de París)
- Charles Pérusse des Cars † (19 de diciembre de 1569-1614 falleció)
- Sébastien Zamet † (6 de abril de 1615-2 de febrero de 1655 falleció)
- Louis Barbier de La Rivière † (15 de noviembre de 1655-30 de enero de 1670 falleció)
- Louis Armand de Simiane de Gordes † (28 de septiembre de 1671-21 de noviembre de 1695 falleció)
- François-Louis de Clermont-Tonnerre † (23 de julio de 1696-12 de marzo de 1724 falleció)
- Pierre de Pardaillan de Gondrin † (20 de noviembre de 1724-2 de noviembre de 1733 falleció)
- Gilbert Gaspard de Montmorin de Saint-Hérem † (1 de diciembre de 1734-19 de mayo de 1770 falleció)
- César-Guillaume de La Luzerne † (10 de septiembre de 1770-21 de junio de 1821 falleció)[nota 16]
  - Sede suprimida (1801-1822)
- Gilbert-Paul Aragonès d'Orcet † (17 de noviembre de 1823-20 de junio de 1832 falleció)
- Jacques-Marie-Adrien-Césaire Mathieu † (17 de diciembre de 1832-30 de septiembre de 1834 nombrado arzobispo de Besanzón)
- Pierre-Louis Parisis † (19 de diciembre de 1834-5 de septiembre de 1851 nombrado obispo de Arrás)
- Jean-Jacques-Marie-Antoine Guerrin † (15 de marzo de 1852-19 de marzo de 1877 falleció)
- Guillaume-Marie-Frédéric Bouange † (21 de septiembre de 1877-5 de mayo de 1884 falleció)
- Alphonse-Martin Larue † (13 de noviembre de 1884-agosto de 1899 renunció[nota 17])
- Sébastien Herscher † (14 de diciembre de 1899-24 de diciembre de 1910 renunció[nota 18])
- Marie-Augustin-Olivier de Durfort de Civbac de Lorge † (9 de febrero de 1911-3 de septiembre de 1918 nombrado obispo de Poitiers)
- Théophile-Marie Louvard † (10 de marzo de 1919-31 de octubre de 1924 nombrado obispo de Coutances)
- Jean-Baptiste Thomas † (30 de marzo de 1925-16 de enero de 1929 falleció)
- Louis-Joseph Fillon † (21 de junio de 1929-24 de diciembre de 1934 nombrado arzobispo de Bourges)
- Georges-Eugène-Emile Choquet † (29 de mayo de 1935-11 de febrero de 1938 nombrado obispo de Tarbes y Lourdes)
- Firmin Lamy † (27 de julio de 1938-5 de junio de 1939 falleció)
- Louis Chiron † (6 de octubre de 1939-15 de enero de 1964 renunció[nota 19])
- Alfred-Joseph Atton † (15 de enero de 1964 por sucesión-5 de agosto de 1975 renunció)
- Lucien Charles Gilbert Daloz † (5 de agosto de 1975-12 de diciembre de 1980 nombrado arzobispo de Besanzón)
- Léon Aimé Taverdet, F.M.R. † (14 de octubre de 1981-16 de diciembre de 1999 retirado)
- Philippe Jean Marie Joseph Gueneley (16 de diciembre de 1999-21 de enero de 2014 retirado)
- Joseph de Metz-Noblat, desde el 21 de enero de 2014